# European Society of Cardiology

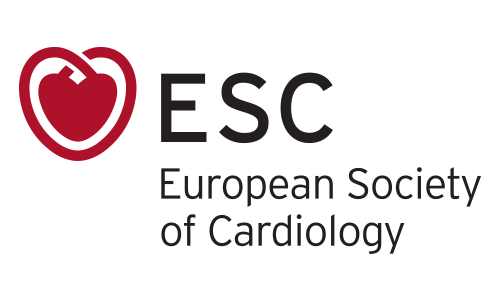
Logo

Die European Society of Cardiology (ESC) ist die europäische Fachgesellschaft der Kardiologen, die am 2. September 1950 anlässlich des ersten Kardiologie-Weltkongresses in Paris gegründet wurde. Der Sitz befindet sich im südfranzösischen Sophia Antipolis (European Heart House). Außer der Fortentwicklung der Kardiologie dient die ESC dem fachwissenschaftlichen Austausch, persönlichen Kontakten und der Qualitätssicherung der Aus- und Weiterbildung im Fachgebiet. Im Jahr 2011 umfasste sie 54 nationale Fachverbände, 5 Gemeinschaften ("Associations"), 5 Gremien ("Councils") sowie 19 Arbeitsgemeinschaften. Die ESC repräsentiert nach eigenen Angaben 95.000 Kardiologen.

## Aktivitäten

### Kongresse

Der jährliche ESC Kongress fand 2011 in Paris, Frankreich, statt.

Mit fast 33.000 Teilnehmern im Jahr 2011 ist der "ESC Kongress" der größte Kongress für Kardiologie in Europa. Er findet jährlich in wechselnden Städten statt. Darüber hinaus richten die Gemeinschaften der ESC eigene Kongresse zu ihren jeweiligen Schwerpunkten aus. Die Kongresse sind ein gesellschaftliches Ereignis und zugleich eine Leistungsschau, die neueste Trends und Entwicklungen in der experimentellen und klinischen Kardiologie präsentiert.

### Fachzeitschriften und Leitlinien
Die ESC gibt sieben kardiologische Fachzeitschriften mit verschiedenen Schwerpunkten heraus. Den höchsten Impact Factor erreicht das European Heart Journal mit einer Auflage von 15.203 (2014). Daneben veröffentlicht die ESC Leitlinien zu wichtigen kardiologischen Themen. Diese stehen jedermann zur Verfügung.

#### Liste der herausgegebenen Zeitschriften
- European Heart Journal
- Cardiovascular Research
- European Journal of Heart Failure
- Europace
- European Journal of Echocardiography
- European Journal of Cardiovascular Prevention and Rehabilitation
- European Journal of Cardiovascular Nursing

## Geschichte

### Präsidenten
| Name                      | Herkunftsland          | Amtszeit  |
| ------------------------- | ---------------------- | --------- |
| Gustav Nylin              | Schweden               | 1950–1956 |
| Evan Bedford              | Vereinigtes Königreich | 1956–1960 |
| Jean Lenègre              | Frankreich             | 1960–1964 |
| Luigi Condorelli          | Italien                | 1964–1968 |
| Pavel Lukl                | Tschechoslowakei       | 1968–1972 |
| Herman Snellen            | Niederlande            | 1972–1976 |
| Henri Denolin             | Belgien                | 1976–1980 |
| Franz Loogen, EFESC       | Deutschland            | 1980–1984 |
| Paul Hugenholtz, EFESC    | Niederlande            | 1984–1988 |
| Hans-Peter Krayenbühl     | Schweiz                | 1988–1990 |
| Attilio Reale             | Italien                | 1990–1991 |
| Michel Bertrand, FESC     | France                 | 1991–1994 |
| Philip Poole-Wilson       | Vereinigtes Königreich | 1994–1996 |
| Günter Breithardt, FESC   | Deutschland            | 1996–1998 |
| Lars Rydén, FESC          | Schweden               | 1998–2000 |
| Maarten Simoons, FESC     | Niederlande            | 2000–2002 |
| Jean-Pierre Bassand, FESC | Frankreich             | 2002–2004 |
| Michał Tendera, FESC      | Polen                  | 2004–2006 |
| Kim Fox, FESC             | Vereinigtes Königreich | 2006–2008 |
| Roberto Ferrari, FESC     | Italien                | 2008–2010 |